# 원주초등학교
원주초등학교는 대한민국 강원특별자치도 원주시 봉산동에 있는 공립 초등학교이다.

## 역사
- 1896년 9월 17일 원주군 공립소학교 설립
- 1907년 6월 12일 공립원주보통학교로 개편(설립인가 4월 1일)
- 1911년 11월 1일 원주공립보통학교(4년제) 개편
- 1920년 4월 2일 6년제로 개편
- 1938년 4월 1일 원주봉산공립심상소학교로 개칭
- 1941년 4월 1일 원주봉산공립국민학교로 개칭
- 1946년 4월 1일 원주공립국민학교로 개칭
- 1981년 3월 1일 병설유치원 개원
- 1996년 3월 1일 원주초등학교로 개칭
- 1996년 6월 3일 백년관 (백주년기념관) 준공 개관
- 1996년 9월 17일 100주년 기념 행사
- 2000년 12월 31일 별동교실 15개 교실 신축
- 2010년 12월 2일 현석관 (대통령기념관) 개관식
- 2013년 8월 23일 급식소 개축
- 2015년 6월 10일 학교숲 조성
- 2017년 3월 1일 15학급 편성
- 2017년 9월 1일 제42대 오제순 교장 부임
- 2018년 1월 31일 석면철거 및 냉난방교체
- 2019년 10월 9일 본관외벽 리모델링 및 창호 교체
- 2020년 1월 9일 109회 졸업식(졸업생 총수 27,276명)
- 2021년 1월 11일 110회 졸업식(졸업생 총수 27,321명)

## 상징
- 우리 학교 꽃 - 해바라기 : 국화과에 속하는 일년생 초본 식물로 훤출한 키와 노란 얼굴은 자라나는 어린이들의 희망과 꿈을 상징한다.
- 우리 학교 나무 - 굴피나무 : 가래나무과의 낙엽활엽 소교목으로 산허리의 야지쪽에서 자란다. 힘차게 뻗어가는 가지는 씩씩한 기상과 용기를 상징한다.

## 참고 자료
- 원주초등학교 - 한국교육학술정보원 학교알리미